# Jemyma Betrian
Jemyma Betrian (sinh 24 tháng 1, 1991 là một nữ kickboxer và võ sĩ quyền Anh người Curaçao gốc Hà Lan, đến từ Oosterhout, Hà Lan. Cô thi đấu chuyên nghiệp từ năm 2005 và là đương kim vô địch WBC Muay Thai Bantamkg và võ sĩ hỗn hợp.

## Sự nghiệp
Cô đã đánh bại Thais Souza bằng TKO vòng ba tại WCK Muay Thai: Matter of Pride ở Temecula, California vào ngày 15 tháng 2 năm 2014.
Cô đã hạ gục Christi Brereton ở vòng hai tại WCK Muay Thai: International Showdown ở Temecula, California vào ngày 7 tháng 6 năm 2014.

## Kỷ lục võ thuật
| Phá vỡ kỷ lục chuyên nghiệp |               |        |
| 2 kết quả phù hợp           | 2 chiến thắng | 0 thua |
| Bằng cách loại trực tiếp    | 2             | 0      |
| Bằng cách gửi               | 0             | 0      |
| Theo quyết định             | 0             | 0      |

| Độ phân giải | Ghi lại | Phản đối        | phương pháp    | Biến cố                       | Ngày                     | Tròn | Thời gian | Vị trí                        | Ghi chú |
| ------------ | ------- | --------------- | -------------- | ----------------------------- | ------------------------ | ---- | --------- | ----------------------------- | ------- |
| Thắng lợi    | 2 trận0 | Chandra Engel   | KO (Cú đá đầu) | Nhà thể thao                  | Ngày 20 tháng 2 năm 2015 | 1    | 4:03      | Thành phố Studio, Los Angeles |         |
| Thắng lợi    | 1 Phi0  | Hadley Griffith | KO (Cú đấm)    | LOP - Hỗn loạn tại Sòng bạc 5 | Ngày 10 tháng 8 năm 2014 | 1    | 0:47      | Los Angeles, Hoa Kỳ           |         |

## Danh hiệu
Chuyên nghiệp
- Năm 2014   kg World Championship Championship
- WKC Muaythai Thế giới Phụ nữ 2014
- Giải vô địch nữ châu Âu IMTU 2013
- 2012 WBC Muaythai Giải vô địch nữ thế giới dành cho nữ
- Giải vô địch siêu cân quốc tế dành cho nữ WBC Muaythai 2010
- Quy tắc WFCA K-1 2010 Giải vô địch nữ châu Âu
- Giải vô địch hạng cân Hà Lan MON MON 2007

Nghiệp dư
- Giải vô địch Muaythai thế giới IFMA 2007 tại Bangkok, Thái Lan liên_kết=| Bạc -54   Kilôgam